# 그웬뷰
그웬뷰(Gwenview)는 유닉스 계열 시스템(리눅스 포함)용 이미지 뷰어이며 KDE 응용 프로그램 번들의 일부로 출시된다. 현재 관리자는 오렐리앙 가토(Aurélien Gâteau)이다. "그웬"이라는 단어는 브르타뉴어로 "백인"을 의미하며 일반적으로 인명으로 사용된다.

## 역사
그웬뷰는 K 데스크톱 환경 3에서 처음 사용할 수 있었다. 나중에 단순화된 사용자 인터페이스를 갖춘 KDE 소프트웨어 모음 4의 일부로 출시되어 이미지 모음을 빠르게 탐색하는 데 더 적합하다. 또한 이미지를 슬라이드 쇼로 표시하는 데 사용할 수 있는 전체 화면 인터페이스도 제공했다. 2014년에 그웬뷰는 KDE 프레임워크 5로 포팅되어 KDE 응용 프로그램의 일부로 출시되었다.

## 같이 보기
- 디지캠 (소프트웨어)
- GThumb